# Роб Райнер
Роб Райнер (англ. Rob Reiner; нар. 6 березня 1947, Нью-Йорк, США) — американський актор, режисер, сценарист, продюсер.

## Життєпис
Райнер народився в єврейській родині в Бронксі, Нью-Йорк 6 березня 1947 року. Його батьки були Естель і Карл Райнери. У дитинстві Райнер жив на Бонні Медоу Роуд, 48 у Нью-Рошеллі Навчався в кіношколі UCLA.
На початку 1960-х Райнер працював учнем у театрі Bucks County Playhouse у Нью-Хоуп, штат Пенсільванія. Наприкінці 1960-х років Райнер зіграв у деяких телевізійних серіалах. У цей час він також знявся в кількох фільмах, у тому числі в деяких фільмах свого батька. Він почав свою кар’єру з написання сценаріїв для Comedy Hour братів Смозерс у 1968 та 1969 роках, а Стів Мартін був його партнером по сценарію як двоє наймолодших сценаристів у шоу.
Через два роки Райнер став відомим, зігравши Майкла Стівіка, ліберального зятя Арчі Банкера, у комедії Нормана Ліра 1970-х «Усі в родині», яка була створена за мотивами британського ситкому «Поки смерть нас не розлучить». Це була найпопулярніша телепрограма в Сполучених Штатах протягом п'яти сезонів (1971–1976). Прізвисько персонажа «М'ясоголовий» (дане йому його сварливим тестем Арчі) стало тісно асоціюватися з ним навіть після того, як він залишив роль і продовжив будувати кар'єру режисера. Райнер заявив: «Я міг би виграти Нобелівську премію, і вони б написали: «М’ясоголовий виграє Нобелівську премію». За свою гру Райнер отримав дві нагороди Еммі на додаток до трьох інших номінацій і п’ять номінацій на Золотий глобус. Після тривалої відсутності Райнер повернувся до акторської діяльності на телебаченні з періодичною роллю в «Новенькій».
Починаючи з 1980-х років, Райнер став відомим як режисер кількох успішних голлівудських фільмів, які охоплювали багато різних жанрів. Деякі з його попередніх фільмів включають культову класику, як-от псевдодокументальний фільм рок-групи «This Is Spinal Tap» (1984) і комедійний фантастичний фільм «Принцеса-наречена» (1987), а також його епоху про повноліття «Залишся зі мною» (1986). Він часто співпрацює з монтажером Робертом Лейтоном, якого він також поділяє з колегою-режисером і актором Крістофером Гестом як головним редактором.
Райнер зняв інші критично та комерційно успішні фільми з власною компанією Castle Rock Entertainment. Серед них романтична комедія «Коли Гаррі зустрів Саллі», яку критики визнали однією з найкращих у своєму жанрі, напружений трилер «Мізері» (1990), за який Кеті Бейтс отримала  премію «Оскар» за найкращу жіночу роль, і його найбільш комерційно успішну роботу, військову драму «Декілька хороших хлопців» (1992), яка була номінована на премію «Оскар» як найкращий фільм. Наступні фільми Рейнера включають політичний роман «Американський президент» (1995), судову драму «Привиди Міссісіпі» (1996) і піднесену комедію «Список останніх бажань» (2007).
Райнер продовжував виконувати ролі другого плану в ряді фільмів і телевізійних шоу, зокрема «Скинь маму з поїзда» (1987), «Несплячі в Сієтлі» (1993), «Кулі над Бродвеєм» (1994), «Клуб перших дружин» (1996), «Початкові кольори» (1998), «Ед із телевізора» (1999), «Новенька» (2012–2018) і «Вовк з Уолл-стріт» (2013). Він також пародіював себе в епізодичних ролях у таких роботах, як «Дікі Робертс: колишня дитяча зірка» (2003) і «30 потрясінь» (2010).
У грудні 2023 року Райнер відкрив спеціальний випуск CBS «Дік Ван Дайк: 98 років магії» з данини поваги Діку Ван Дайку та розмови з ним.

## Особисте життя
Роб Райнер одружився з акторкою і режисеркою Пенні Маршалл у 1971 році. Він усиновив дочку дружини від першого шлюбу з Майклом Генрі, акторку Трейсі Райнер. Райнер і Маршалл розлучилися в 1981 році.
Під час зйомок фільму «Коли Гаррі зустрів Саллі» Райнер познайомився з фотографкою Мішель Сінгер. Зустріч призвела до його рішення змінити кінцівку цього фільму, і він також одружився з Сінгер у 1989 році. У них троє дітей: Джейк (нар. 1991), Нік (1993) і Ромі (1997).
У 1997 році Райнер і Сінгер заснували фонд «Я твоя дитина», а в 2004 заснували «Дію батьків заради дітей», некомерційну організацію з подвійною метою: 1) підвищити обізнаність про важливість раннього віку дитини, створюючи та розповсюджуючи освітні відеоролики для батьків, які публікують знаменитості, і 2) просувати державну політику через освіту батьків та пропаганду.

## Фільмографія

### Фільми
| Рік  | Назва                               | Режисер | Продюсер | Сценарист    |
| ---- | ----------------------------------- | ------- | -------- | ------------ |
| 1984 | Це Спінал Тап                       | Так     | Ні       | Так          |
| 1985 | Певна справа                        | Так     | Ні       | Ні           |
| 1986 | Залишся зі мною                     | Так     | Ні       | Ні           |
| 1987 | Принцеса-наречена                   | Так     | Так      | Ні           |
| 1989 | Коли Гаррі зустрів Саллі            | Так     | Так      | Ні           |
| 1990 | Мізері                              | Так     | Так      | Ні           |
| 1992 | Декілька хороших хлопців            | Так     | Так      | Ні           |
| 1994 | Норт                                | Так     | Так      | Ні           |
| 1995 | Американський президент             | Так     | Так      | Ні           |
| 1996 | Духи Міссісіпі                      | Так     | Так      | Ні           |
| 1999 | Історія про нас                     | Так     | Так      | Ні           |
| 2003 | Алекс та Емма                       | Так     | Так      | Ні           |
| 2005 | Ходять чутки                        | Так     | Ні       | Ні           |
| 2007 | Список останніх бажань              | Так     | Так      | Ні           |
| 2010 | Привіт, Джулі                       | Так     | Так      | Так          |
| 2012 | Третій акт                          | Так     | Так      | Не зазначено |
| 2014 | Ось і вона                          | Так     | Так      | Ні           |
| 2015 | Бути Чарлі                          | Так     | Так      | Ні           |
| 2016 | LBJ                                 | Так     | Так      | Ні           |
| 2017 | Шок і трепет                        | Так     | Так      | Ні           |
| 2023 | Альберт Брукс: Захищаючи своє життя | Так     | Так      | Ні           |
| 2024 | Бог і країна                        | Ні      | Так      | Ні           |

### Акторські роботи
- 1967 Входить той, хто сміється / Кларк Бакстер
- 1969 Зали гніву / Лікі Кулоріс
- 1970 Де тато? / Роджер
- 1971 Саммертрі / Дон
- 1977 Пожежний розпродаж / Рассел Фікус
- 1979 The Jerk / Водій вантажівки, що підбирає Невін
- 1984 Це - снінал тап! / Марті ДіБергі
- 1987 Скинь маму з поїзда / Джоел
- 1990 Поштівки з Краю / Джо Пірс
- 1990 Мізері / Пілот гелікоптера
- 1993 Несплячі в Сієтлі / Джей Метьюз
- 1994 Кулі над Бродвеєм / (Bullets Over Broadway) — Шелдон Флендер'
- 1994 Змішані горіхи / Доктор Клінскі
- 1995 Добре чи гірше / Доктор Плоснер
- 1995 До побачення, кохання / Доктор Девід Таунсенд
- 1996 Клуб перших дружин / Доктор Морріс Пекман
- 1996 Час скажених псів / Альберт
- 1998 Основні кольори / Іззі Розенблат
- 1999 Ед із телевізора / Містер Вітакер
- 1999 Муза / Роб Райнер /
- 1999 Історія про нас / Стен
- 2001 Маджестік / озвучка
- 2003 Алекс та Емма / Віртшафтер
- 2006 Дікі Робертс: Колишня дитяча зірка / Роб Райнер
- 2006 Герой для всіх / Сквіті (озвучування)
- 2013 Вовк з Уолл-стріт / Макс Белфорт
- 2014 Ось і вона / Арті
- 2017 Сенді Векслер / Марті Марковіц
- 2017 Шок і трепет / Джон Волкотт
- 2022 Сімейні квадрати / Марті ДіБергі

### Серіали
| Рік  | Назва                                 | Режисер | Сценарист |
| ---- | ------------------------------------- | ------- | --------- |
| 1978 | Більше ніж друзі                      | Ні      | Так       |
| 1981 | Ймовірні історії: том 1               | Так     | Так       |
| 1982 | Присадибна ділянка на мільйон доларів | Ні      | Так       |

### Акторські роботи
- 1967 Бетмен / хлопець-доставник
- 1975 Суботнього вечора в прямому ефірі / ведучий, епізод «Боб Райнер»
- 2001 Угамуй свій запал / у ролі самого себе
- 2006 Студія 60 на Сансет-Стрип / у ролі самого себе
- 2006 Сімпсони / у ролі самого себе (голос)
- 2009 Ханна Монтана / у ролі самого себе
- 2009 Чаклуни з Вейверлі / у ролі самого себе
- 2010 30 потрясінь / Робен Райнер (у ролі самого себе)
- 2012-2018 Новенька / Боб Дей
- 2018 Хороша боротьба / суддя Джош Брікнер
- 2020 Голлівуд / Ейс Амберг

## Премії
- Еммі (1972, 1978)
- Міжнародний кінофестиваль у Торонто (1987, 1988)
- Національна рада кінокритиків США (1996)
- Монтажери американського кіно (2010)